# Gilles-Éric Séralini
Gilles-Eric Séralini (ur. 23 sierpnia 1960) – francuski biolog molekularny, doradca polityczny i działacz na rzecz większej kontroli genetycznie zmodyfikowanych organizmów i żywności.
Séralini został profesorem biologii molekularnej na Uniwersytecie w Caen od 1991 roku i jest prezesem i przewodniczącym rady CRIIGEN.
Jego prace i publikacje dotyczące GMO wywoływały kontrowersje.

## Wczesne życie
Séralini urodził się 23 sierpnia 1960 w Annabie w Algierii (wtedy znanej jako Bône) podczas algierskiej wojny o niepodległość. Jego ojciec był technikiem telekomunikacji, a matka była nauczycielką. Jego rodzina wkrótce zamieszkała w Thonon-les-Bains w Górnej Sabaudii, a następnie w Nicei we Francji. Séralini uzyskał tytuł licencjata w wieku 16 lat.

## Kariera
W 1987 Séralini uzyskał stopień doktora na Uniwersytecie Montpellier II. Potem prowadził przez cztery lata badania na, między innymi, Uniwersytecie Zachodniego Ontario i Uniwersytecie Laval Medical Center. Séralini przeprowadził badania nad stosowaniem kortykosteroidów globulin wiążących, po czym został mianowany profesorem na Uniwersytecie w Caen w czerwcu 1991 roku, stanowisko zajmuje do tej pory. Ogólny obszar badań jego badań koncentruje się na układzie hormonalnym, w szczególności na enzymie aromatazy.
Jego laboratorium zsyntetyzowało szereg inhibitorów aromatazy korzystając z aromatazy końskiej jako modelu. Jego badania zostały opublikowane w Journal of Histochemistry & Cytochemistry, Journal of Steroid Biochemistry and Molecular Biology i Molecular and Cellular Endocrinology.
W 1997 roku zainteresował się organizmami genetycznie zmodyfikowanymi, publicznie apelując o zasady ostrożności, których należy przestrzegać. Został powołany na różne stanowiska rządowe, w tym w rządzie francuskim, Unii Europejskiej i Komisji Europejskiej. Od 1998 do 2007 Séralini był członkiem francuskiej Biomolekularnej Komisji Inżynierii, która miała za zadanie ocenianie dodatków GMO dla francuskiego Ministerstwa Rolnictwa i Ministerstwa Środowiska.

### CRIIGEN
Séralini założył w 1999 roku Komitet Badań i Niezależnej Informacji Na Temat Inżynierii Genetycznej (Committee of Research and Independent Information on Genetic Engineering – w skrócie CRIIGEN) wraz z Corine Lepage, byłą polityczką i Pierre-Henrim Gouyonem, profesorem z Muzeum Narodowego d’histoire naturelle CRIIGEN publicznie sprzeciwia się żywności modyfikowanej genetycznie. Séralini założył CRIIGEN, ponieważ sądził, że badania dotyczące bezpieczeństwa żywności GM były niewystarczające i kwestionował ich akceptację. CRIIGEN jest współfinansowana przez Greenpeace.
W 2007 roku Séralini i dwóch innych autorów z Uniwersytetu w Caen i Uniwersytetu w Rouen opublikowali finansowaną przez Greenpeace pracę naukową napisaną na podstawie danych uzyskanych z badań przeprowadzonych na szczurach karmionych produktem Monsanto w 2004 roku. Stwierdzili oni, że używanie genetycznie zmodyfikowanej kukurydzy MON 863 spowodowało znaczące zmiany w odniesieniu do kontroli wagi szczurów, stężenia trójglicerydów i składu moczu. Stwierdzili też, że wpłynęło to na wątroby, nerki, nadnercza, serca i systemy układów krwiotwórczych i zalecili kontynuowanie eksperymentu na dalsze 90 dni. Greenpeace cytowało badanie w komunikacie wzywającym do wycofania MON 863 oraz do przeglądu metod badawczych.
Praca skłoniła Europejski Urząd ds. Bezpieczeństwa Żywności (EFSA) oraz komitet ekspertów powołany przez USA, Niemcy, Kanadę i Wielką Brytanię; jak również francuski High Council of Biotechnologies Scientific Committee, a także Australia New Zealand Food Standards (odpowiednik EFSA) do ponownego przeanalizowania danych bezpieczeństwa MON 863. Wszystkie te instytucje oraz gremia eksperckie zgodnie stwierdziły, że analiza wyników badań na szczurach przeprowadzona przez francuskiego naukowca była błędna i dlatego podważanie na jej podstawie bezpieczeństwa transgenicznej kukurydzy jest bezzasadne. EFSA poprosiła kraje UE o nowe dane na temat szczepu, nowe opinie na oryginalne badanie Monsanto i o spotkanie techniczne z autorami artykułu z 2007 roku z CRIIGEN. EFSA stwierdziła, że cała chemia krwi i wartości masy narządów spadła w granicach normy dla zwierząt kontrolnych, o których mowa oraz że praca Séraliniego wykorzystywała nieprawidłowe metody statystyczne. Również naukowcy przedstawili swoją reanalizę badania Seraliniego, w której wykazali niesłuszność tezy Seraliniego. W 2010 Markos Kiprianu (Europejski Komisarz ds. Zdrowia i Polityki Konsumenckiej) potwierdził wątpliwości w sprawozdaniu dla Parlamentu Europejskiego. Francuska Commission du Génie Biomoléculaire (AFBV) także przedstawiła krytyczne wnioski. Food Standards Australia New Zealand (FSANZ) ukazała różnice pomiędzy szczurami karmionymi kukurydzą MON 863 i kontrolnymi szczury o normalnej zmienności biologicznej (dla danego gatunku).

### Praca z 2012 roku
W 2012 roku zespół badawczy pod kierownictwem prof. Seraliniego w Food and Chemical Toxicology opublikował pracę, która miała dowodzić, że laboratoryjne szczury karmione przez 2 lata zmodyfikowaną genetycznie kukurydzą NK603 (typu Roundup Ready) cierpiały na problemy zdrowotne, w tym częstsze występowanie nowotworów (50–80%; głównie rak sutka) niż w grupie kontrolnej (20–30%). Ponadto stwierdzono u nich zwiększoną śmiertelność. Podobnie niekorzystne miało być długotrwałe spożywanie przez szczury roztworu glifosatu o stężeniu uważanym za bezpieczne. Badania te spotkały się z ostrą krytyką części środowiska naukowego, zwłaszcza ze względu na brak odpowiedniej analizy statystycznej i małą liczebność badanych grup zwierząt (10 szczurów każdej płci w grupie, podczas gdy według standardów OECD powinno to być >65 osobników). Ostatecznie okazało się, że Seralini przeprowadził wadliwą analizę statystyczną wyników swoich badań i użył białych szczurów odmiany Sprague-Dawley, które testował przez całe ich życie. Jak wykazano wiele lat przed badaniem (w 1973), osobniki tej odmiany pod koniec życia statystycznie częściej chorują na raka sutka – nie potrzeba do tego karmy GMO. Okazało się na przykład, że jedna z grup szczurów jedzących kukurydzę GMO była zdrowsza niż ta, która jadła nie zmodyfikowane nasiona. Ponadto w publikacji brakuje ważnych danych na temat ilości karmy spożywanej przez zwierzęta oraz jej zanieczyszczeń, co mogło mieć wpływ na powstawanie guzów.
Seralini nie spełnił swojej obietnicy udostępnienia więcej informacji na temat przeprowadzonych doświadczeń, mimo że EFSA upubliczniła dane dotyczące analizy NK603. Oprócz trzech rządowych agencji odpowiedzialnych za bezpieczeństwo żywności (EFSA, niemieckiego Bundesinstitut für Risikobewertung (BFR) oraz FSANZ) które opublikowały swoje krytyczne uwagi (uznały, że wnioski grupy Séraliniego nie znajdują oparcia w zaprezentowanych badaniach, a publikacja ma zbyt niską jakość naukową, aby mogła być brana pod uwagę przy ocenie ryzyka), sześć niezależnych komitetów naukowych we Francji (Académie d'agriculture de France, Académie nationale de médecine, Académie nationale de pharmacie, Académie des sciences, Académie des technologies and Académie vétérinaire de France) opublikowało wspólne stanowisko w sprawie badań Seraliniego (wydarzenie określone jako „ekstremalnie rzadkie”). Opinia Komitetu Nauk Rolniczych, Komitetu Medycyny, Komitetu Farmacji, Komitetu Nauki, Komitetu Technologii oraz Komitetu Nauk Weterynaryjnych brzmiała: „Publikacja ta nie pozwala na wyciągnięcie żadnych wiarygodnych wniosków” oraz „przyczyniła się jedynie do wywołania paniki w społeczeństwie”. Wymienione zostały braki w metodyce oraz analizie i interpretacji wyników doświadczeń. Seralini odmówił skomentowania stanowiska sześciu komitetów naukowych Francji. Kilkanaście innych państwowych i międzynarodowych organizacji badających bezpieczeństwo żywności i agencji regulujących jej dostępność podzieliło zdanie EFSA, czy BFR. Podobne oświadczenie wydała VIB, organizacja zrzeszająca 1200 naukowców z 60 krajów. W czasopiśmie Food and Chemical Toxicology opublikowano szereg krytycznych listów do redakcji. Wyniki Séraliniego zyskały poparcie 131 naukowców i wywołały opinie, że konieczne jest wydłużenie obecnego standardowego 90-dniowego okresu badań żywieniowych na zwierzętach (pierwsze nowotwory w eksperymentach Séraliniego pojawiły się po 4 miesiącach, a większość po 18 miesiącach). W 2013 roku Food and Chemical Toxicology wycofał publikację Séraliniego. Praca została ponownie opublikowana w Environmental Sciences Europe w 2014 roku wraz z dodatkowymi danymi z intencją ułatwienia jej weryfikacji.

### Ostatnie prace
W maju 2013 roku, na krótko przed debatą na temat żywności genetycznie modyfikowanej, zorganizowaną przez libertariański think thank Cato Institute, zarówno Séralini, jak i działacz konsumencki Jeffrey M. Smith wycofali się z debaty. Smith nie zgodził się z planowanym włączeniem do debaty biologa molekularnego Kevina Folty i Séraliniego i oskarżył o zniesławienie organizatora panelu debaty, Jona Entine’a.
W 2014 r. Séralini opublikował badanie, w którym stwierdzono, że pestycydy były bardziej toksyczne niż wcześniej uważały organy regulacyjne. Praca skłoniła do rezygnacji Ralfa Reskiego, jednego z redaktorów czasopisma BioMed Research International, w którym została opublikowana. Reski powiedział: „Nie chcę być powiązany z czasopismem, które zapewnia [Séraliniemu] forum dla tego rodzaju agitacji”.
Różni dziennikarze krytykowali strategię Séraliniego wobec opinii publicznej, ponieważ przed publikacją poprosił media o podpisanie umów o zakazie ujawniania informacji przed publikacją i próbował zakazać wniosków innych naukowców. Ogólna strategia publikacji została uznana za wadliwą i budzącą wątpliwości, ponieważ łączyła rzekomo błędne studia naukowe, różne publikacje, książki i filmy równolegle, próbując uciszyć debatę naukową i publiczną w szerokiej kampanii politycznej o wątpliwej wartości.

## Wspieranie i finansowanie
Gilles-Eric Séralini opublikował różne badania i książki Nous pouvons nous dépolluer (Możemy siebie oczyścić, 2009) twierdząc, że niektóre leki roślinne w oparciu o homeopatię były w stanie zmniejszyć trujące wpływy. Séralini brał udział i otrzymał zapłatę za odczyty w dwudniowym seminarium zorganizowanego przez Sevene Pharma. Seralini otrzymywał też od nich finanse na badania dla swojego zespołu. Badania miały dotyczyć wpływu różnych substancji roślinnych (w tym Roundupu) na detoksykację organizmu. Sevene Pharma to producent leków homeopatycznych, odpowiedzialnych za detoksykację organizmu ze środków typu Roundup.
Jego organizacja CRIIGEN i niektóre badania są współfinansowane przez Greenpeace.

## Krytyka
Instytucje, które konkludowały, że z badań prof. Seraliniego nie można wyciągnąć wiarygodnych wniosków, i które wytknęły szereg błędów metodologicznych:
- Europejski Urząd ds. Bezpieczeństwa Żywności (EFSA)[26];
- Federalny Instytut Oceny Ryzyka Niemczech (BfR)[27];
- Federalne Biuro Ochrony Konsumenta i Bezpieczeństwa Żywnościowego w Niemczech (BVL)[55];
- Australijsko-nowozelandzka Agencja ds. Bezpieczeństwa Żwyności (FSANZ)[28];
- Wysoka Rada ds. Biotechnologii z Francji (HCB)[56];
- Krajowa Agencja Bezpieczeństwa Sanitarnego we Francji (ANSES)[57];
- Narodowy Instytut Zdrowia w Danii (DTU)[58];
- Kanadyjska Agencja ds. Bezpieczeństwa Żywności (Health Canada)[59];
- Belgijska Rada ds. Biobezpieczeństwa[60];
- Komisja Techniczna ds. Biobezpieczenstwa w Brazylii[61],
- Instytut Żywienia Rosyjskiej Akademii Nauk Medycznych[62].
- Europejskie Towarzystwo Toksykologiczne (ESTP)[63] (skupia ekspertów od badań toksykologicznych),
- Sześć komitetów naukowych Francuskej Akademii Nauk (Komitet Nauk Rolniczych, Komitet Medycyny, Komitet Farmacji, Komitet Nauki, Komitet Technologii oraz Komitet Nauk Weterynaryjnych)[34],
- Flamandzki Instytut Biotechnologii (VIB)[39].

## Wybrane publikacje

### Prace naukowe
- J. Almadhidi, G.E. Seralini, J. Fresnel, P. Silberzahn i inni. Immunohistochemical localization of cytochrome P450 aromatase in equine gonads. „J Histochem Cytochem”. 43 (6), s. 571–577, Jun 1995. DOI: 10.1177/43.6.7769228. PMID: 7769228.
- O. Le Curieux-Belfond, S. Moslemi, M. Mathieu, G.E. Séralini. Androgen metabolism in oyster Crassostrea gigas: evidence for 17beta-HSD activities and characterization of an aromatase-like activity inhibited by pharmacological compounds and a marine pollutant. „J Steroid Biochem Mol Biol”. 78 (4), s. 359–366, Oct 2001. DOI: 10.1016/S0960-0760(01)00109-1. PMID: 11717006.
- E. Lemazurier, P. Sourdaine, C. Nativelle, B. Plainfossé i inni. Aromatase gene expression in the stallion. „Mol Cell Endocrinol”. 178 (1–2), s. 133–139, Jun 2001. DOI: 10.1016/S0303-7207(01)00435-X. PMID: 11403902.
- R. Mesnage, N. Defarge, L.M. Rocque, J. Spiroux de Vendômois i inni. Laboratory Rodent Diets Contain Toxic Levels of Environmental Contaminants: Implications for Regulatory Tests. „PLoS One”. 10 (7), s. e0128429, 2015. DOI: 10.1371/journal.pone.0128429. PMID: 26133768. PMCID: PMC4489719.
- Robin Mesnage, Matthew Arno, Manuela Costanzo, Manuela Malatesta, Gilles-Eric Séralini and Michael N. Antoniou (2015). „Transcriptome profile analysis reflects rat liver and kidney damage following chronic ultra-low dose Roundup exposure”. Environmental Health. 14. doi:10.1186/s12940-015-0056-1

### Książki
- Séralini, Gilles-Éric (2004), Ces OGM qui changent le monde; Flammarion Publishing. ISBN 2-08-080062-0.
- Séralini, Gilles-Éric (2006), Après nous le déluge?; Flammarion Publishing. ISBN 2-08-210549-0.